# 弗里茨·布施

弗里茨·布施

弗里茨·布施（德語：Fritz Busch，1890年3月13日—1951年9月14日）是一位德国指挥家。

## 生平
1890年生于锡根，布施的父亲是一名乐器制作者威廉·布施。布施在克隆师从弗里兹·斯坦巴赫教授。后即成为里加的乐队长，也到过巴特皮尔蒙特和戈塔上任。自1912年到1918年他则是亚琛的音乐总监。 1918年到1922年他是斯图加特的宫廷乐队长和音乐总指导。1922年到1933年他则在德累斯顿工作。1933年他移民英格兰并成为戈林德伯恩的歌剧和音乐会指挥，在此，他与卡尔·艾伯特共同创立了举世闻名歌剧节。后来他到过布宜诺斯艾利斯，斯德哥尔摩，哥本哈根，爱丁堡和苏黎世。1945年到1950年他则成为大都会歌剧院的艺术指导。1951年2月他返回德国，并在科隆录下一版德文的《假面舞会》。维也纳国家歌剧院本来意欲任命他，但因其1951年在伦敦逝世而取消。

## 家庭
弗里兹·布施是作曲家阿道夫·布施的兄弟，其兄弟威利·布施是一位演员，赫尔曼·布施是一位大提琴演奏家，而海恩里希·布施则是一位钢琴家。

## 外部连接
- 弗里茨·布施（德国国家图书馆目录相关文献）
- 弗里茨·布施的Discogs页面（英文）